# Tournoi de tennis de Linz
Le tournoi de Linz (Haute-Autriche) est un tournoi de tennis féminin du circuit professionnel WTA et un ancien tournoi masculin du circuit professionnel ATP.
L'édition féminine est organisée chaque année depuis 1991 en octobre sur dur et en salle à la TipsArena.
Pour l'édition masculine, un tournoi Challenger est organisé en 1979 et 1980 sur dur en salle. Puis il est intégré à l'ATP en 1981 et en 1982 où il est joué sur terre battue avant de disparaître du calendrier. 

## Palmarès dames
5 joueuses se sont imposées à 2 reprises en simple : Manuela Maleeva, Sabine Appelmans, Jana Novotná, Lindsay Davenport et Ana Ivanović. Seule Davenport a réussi à conserver son titre en remportant le titre en 2000 et 2001.

### Simple
| No | Date       | Nom et lieu du tournoi                    | Catégorie      | Dotation       | Surface         | Vainqueure               | Finaliste             | Score           |                |
| -- | ---------- | ----------------------------------------- | -------------- | -------------- | --------------- | ------------------------ | --------------------- | --------------- | -------------- |
| 1  | 11-02-1991 | Austrian Tennis Grand Prix, Linz          | Tier V         | 100 000 $      | Moquette (int.) | Manuela Maleeva          | Petra Langrová        | 6-4, 7-6        | Tableau        |
| 2  | 10-02-1992 | Int’l Austrian Indoor Championships, Linz | Tier V         | 100 000 $      | Moquette (int.) | Natalia Medvedeva        | Pascale Paradis       | 6-4, 6-2        | Tableau        |
| 3  | 22-02-1993 | Int’l Austrian Indoor Championships, Linz | Tier III       | 150 000 $      | Moquette (int.) | Manuela Maleeva          | Conchita Martínez     | 6-2, 1-0, ab.   | Tableau        |
| 4  | 07-02-1994 | EA-Generali Ladies, Linz                  | Tier III       | 150 000 $      | Moquette (int.) | Sabine Appelmans         | Meike Babel           | 6-1, 4-6, 7-6   | Tableau        |
| 5  | 20-02-1995 | EA-Generali Ladies, Linz                  | Tier III       | 161 250 $      | Moquette (int.) | Jana Novotná             | Barbara Rittner       | 6-7, 6-3, 6-4   | Tableau        |
| 6  | 26-02-1996 | EA-Generali Ladies, Linz                  | Tier III       | 164 250 $      | Moquette (int.) | Sabine Appelmans         | Julie Halard          | 6-2, 6-4        | Tableau        |
| 7  | 03-02-1997 | EA-Generali Austrian Open, Linz           | Tier III       | 164 250 $      | Moquette (int.) | Chanda Rubin             | Karina Habšudová      | 6-4, 6-2        | Tableau        |
| 8  | 23-02-1998 | Generali Ladies Tennis Grand Prix, Linz   | Tier II        | 450 000 $      | Moquette (int.) | Jana Novotná             | Dominique Monami      | 6-1, 7-6        | Tableau        |
| 9  | 25-10-1999 | Generali Open, Linz                       | Tier II        | 520 000 $      | Moquette (int.) | Mary Pierce              | Sandrine Testud       | 7-6, 6-1        | Tableau        |
| 10 | 16-10-2000 | Generali Open, Linz                       | Tier II        | 535 000 $      | Moquette (int.) | Lindsay Davenport        | Venus Williams        | 6-4, 3-6, 6-2   | Tableau        |
| 11 | 22-10-2001 | Generali Ladies, Linz                     | Tier II        | 565 000 $      | Moquette (int.) | Lindsay Davenport        | Jelena Dokić          | 6-4, 6-1        | Tableau        |
| 12 | 21-10-2002 | Generali Ladies, Linz                     | Tier II        | 585 000 $      | Moquette (int.) | Justine Henin            | Alexandra Stevenson   | 6-3, 6-0        | Tableau        |
| 13 | 20-10-2003 | Generali Ladies, Linz                     | Tier II        | 585 000 $      | Dur (int.)      | Ai Sugiyama              | Nadia Petrova         | 7-5, 6-4        | Tableau        |
| 14 | 25-10-2004 | Generali Ladies, Linz                     | Tier II        | 585 000 $      | Dur (int.)      | Amélie Mauresmo          | Elena Bovina          | 6-2, 6-0        | Tableau        |
| 15 | 24-10-2005 | Generali Ladies, Linz                     | Tier II        | 585 000 $      | Dur (int.)      | Nadia Petrova            | Patty Schnyder        | 4-6, 6-3, 6-1   | Tableau        |
| 16 | 24-10-2006 | Generali Ladies, Linz                     | Tier II        | 600 000 $      | Dur (int.)      | Maria Sharapova          | Nadia Petrova         | 7-5, 6-2        | Tableau        |
| 17 | 22-10-2007 | Generali Ladies, Linz                     | Tier II        | 600 000 $      | Dur (int.)      | Daniela Hantuchová       | Patty Schnyder        | 6-4, 6-2        | Tableau        |
| 18 | 20-10-2008 | Generali Ladies, Linz                     | Tier II        | 600 000 $      | Dur (int.)      | Ana Ivanović             | Vera Zvonareva        | 6-2, 6-1        | Tableau        |
| 19 | 12-10-2009 | Generali Ladies, Linz                     | Intern'l       | 220 000 $      | Dur (int.)      | Yanina Wickmayer         | Petra Kvitová         | 6-3, 6-4        | Tableau        |
| 20 | 11-10-2010 | Generali Ladies, Linz                     | Intern'l       | 220 000 $      | Dur (int.)      | Ana Ivanović             | Patty Schnyder        | 6-1, 6-2        | Tableau        |
| 21 | 10-10-2011 | Generali Ladies, Linz                     | Intern'l       | 220 000 $      | Dur (int.)      | Petra Kvitová            | Dominika Cibulková    | 6-4, 6-1        | Tableau        |
| 22 | 08-10-2012 | Generali Ladies, Linz                     | Intern'l       | 220 000 $      | Dur (int.)      | Victoria Azarenka        | Julia Görges          | 6-3, 6-4        | Tableau        |
| 23 | 07-10-2013 | Generali Ladies, Linz                     | Intern'l       | 235 000 $      | Dur (int.)      | Angelique Kerber         | Ana Ivanović          | 6-4, 7-66       | Tableau        |
| 24 | 06-10-2014 | Generali Ladies, Linz                     | Intern'l       | 226 750 $      | Dur (int.)      | Karolína Plíšková        | Camila Giorgi         | 6-74, 6-3, 7-64 | Tableau        |
| 25 | 12-10-2015 | Generali Ladies, Linz                     | Intern'l       | 226 750 $      | Dur (int.)      | Anastasia Pavlyuchenkova | Anna-Lena Friedsam    | 6-4, 6-3        | Tableau        |
| 26 | 10-10-2016 | Generali Ladies, Linz                     | Intern'l       | 226 750 $      | Dur (int.)      | Dominika Cibulková       | Viktorija Golubic     | 6-3, 7-5        | Tableau        |
| 27 | 09-10-2017 | Upper Austria Ladies Linz, Linz           | Intern'l       | 226 750 $      | Dur (int.)      | Barbora Strýcová         | Magdaléna Rybáriková  | 6-4, 6-1        | Tableau        |
| 28 | 08-10-2018 | Upper Austria Ladies Linz, Linz           | Intern'l       | 226 750 $      | Dur (int.)      | Camila Giorgi            | Ekaterina Alexandrova | 6-3, 6-1        | Tableau        |
| 29 | 07-10-2019 | Upper Austria Ladies Linz, Linz           | Intern'l       | 226 750 $      | Dur (int.)      | Cori Gauff               | Jeļena Ostapenko      | 6-3, 1-6, 6-2   | Tableau        |
| 30 | 09-11-2020 | Upper Austria Ladies Linz, Linz           | Intern'l       | 202 250 $      | Dur (int.)      | Aryna Sabalenka          | Elise Mertens         | 7-5, 6-2        | Tableau        |
| 31 | 07-11-2021 | Upper Austria Ladies Linz, Linz           | WTA 250        | 235 238 $      | Dur (int.)      | Alison Riske             | Jaqueline Cristian    | 2-6, 6-2, 7-5   | Tableau        |
|    | 2022       | Pas de tournoi                            | Pas de tournoi | Pas de tournoi | Pas de tournoi  | Pas de tournoi           | Pas de tournoi        | Pas de tournoi  | Pas de tournoi |
| 32 | 06-02-2023 | Upper Austria Ladies Linz, Linz           | WTA 250        | 259 303 $      | Dur (int.)      | Anastasia Potapova       | Petra Martić          | 6-3, 6-1        | Tableau        |
| 33 | 29-01-2024 | Upper Austria Ladies Linz, Linz           | WTA 500        | 922 573 $      | Dur (int.)      | Jeļena Ostapenko         | Ekaterina Alexandrova | 6-2, 6-3        | Tableau        |
| 34 | 27-01-2025 | Upper Austria Ladies Linz, Linz           | WTA 500        | 1 064 510 $    | Dur (int.)      | Ekaterina Alexandrova    | Dayana Yastremska     | 6-2, 3-6, 7-5   | Tableau        |

### Double
| No | Date       | Nom et lieu du tournoi                   | Catégorie      | Dotation       | Surface         | Vainqueures                            | Finalistes                               | Score             |                |
| -- | ---------- | ---------------------------------------- | -------------- | -------------- | --------------- | -------------------------------------- | ---------------------------------------- | ----------------- | -------------- |
| 1  | 11-02-1991 | Austrian Tennis Grand Prix Linz          | Tier V         | 100 000 $      | Moquette (int.) | Manuela Maleeva Raffaella Reggi        | Petra Langrová Radka Zrubáková           | 6-4, 1-6, 6-3     | Tableau        |
| 2  | 10-02-1992 | Int’l Austrian Indoor Championships Linz | Tier V         | 100 000 $      | Moquette (int.) | Monique Kiene Miriam Oremans           | Claudia Porwik Raffaella Reggi           | 6-4, 6-2          | Tableau        |
| 3  | 22-02-1993 | Int’l Austrian Indoor Championships Linz | Tier III       | 150 000 $      | Moquette (int.) | Eugenia Maniokova Leila Meskhi         | Conchita Martínez Judith Wiesner         | Forfait           | Tableau        |
| 4  | 07-02-1994 | EA-Generali Ladies Linz                  | Tier III       | 150 000 $      | Moquette (int.) | Eugenia Maniokova Leila Meskhi         | Åsa Svensson Caroline Schneider          | 6-2, 6-2          | Tableau        |
| 5  | 20-02-1995 | EA-Generali Ladies Linz                  | Tier III       | 161 250 $      | Moquette (int.) | Meredith McGrath Nathalie Tauziat      | Iva Majoli Petra Ritter                  | 6-1, 6-2          | Tableau        |
| 6  | 26-02-1996 | EA-Generali Ladies Linz                  | Tier III       | 164 250 $      | Moquette (int.) | Manon Bollegraf Meredith McGrath       | Rennae Stubbs Helena Suková              | 6-4, 6-4          | Tableau        |
| 7  | 03-02-1997 | EA-Generali Austrian Open Linz           | Tier III       | 164 250 $      | Moquette (int.) | Alexandra Fusai Nathalie Tauziat       | Eva Melicharová Helena Vildová           | 4-6, 6-3, 6-1     | Tableau        |
| 8  | 23-02-1998 | Generali Ladies Tennis Grand Prix Linz   | Tier II        | 450 000 $      | Moquette (int.) | Alexandra Fusai Nathalie Tauziat       | Anna Kournikova Larisa Neiland           | 6-3, 3-6, 6-4     | Tableau        |
| 9  | 25-10-1999 | Generali Open Linz                       | Tier II        | 520 000 $      | Moquette (int.) | Irina Spîrlea Caroline Vis             | Tina Križan Larisa Neiland               | 6-4, 6-3          | Tableau        |
| 10 | 16-10-2000 | Generali Open Linz                       | Tier II        | 535 000 $      | Moquette (int.) | Amélie Mauresmo Chanda Rubin           | Ai Sugiyama Nathalie Tauziat             | 6-4, 6-4          | Tableau        |
| 11 | 22-10-2001 | Generali Ladies Linz                     | Tier II        | 565 000 $      | Moquette (int.) | Jelena Dokić Nadia Petrova             | Els Callens Chanda Rubin                 | 6-1, 6-4          | Tableau        |
| 12 | 21-10-2002 | Generali Ladies Linz                     | Tier II        | 585 000 $      | Moquette (int.) | Jelena Dokić Nadia Petrova             | Rika Fujiwara Ai Sugiyama                | 6-3, 6-2          | Tableau        |
| 13 | 20-10-2003 | Generali Ladies Linz                     | Tier II        | 585 000 $      | Dur (int.)      | Liezel Huber Ai Sugiyama               | Marion Bartoli Silvia Farina             | 6-1, 7-66         | Tableau        |
| 14 | 25-10-2004 | Generali Ladies Linz                     | Tier II        | 585 000 $      | Dur (int.)      | Janette Husárová Elena Likhovtseva     | Nathalie Dechy Patty Schnyder            | 6-2, 7-5          | Tableau        |
| 15 | 24-10-2005 | Generali Ladies Linz                     | Tier II        | 585 000 $      | Dur (int.)      | Gisela Dulko Květa Peschke             | Conchita Martínez Virginia Ruano Pascual | 6-2, 6-3          | Tableau        |
| 16 | 24-10-2006 | Generali Ladies Linz                     | Tier II        | 600 000 $      | Dur (int.)      | Lisa Raymond Samantha Stosur           | Corina Morariu Katarina Srebotnik        | 6-3, 6-0          | Tableau        |
| 17 | 22-10-2007 | Generali Ladies Linz                     | Tier II        | 600 000 $      | Dur (int.)      | Cara Black Liezel Huber                | Katarina Srebotnik Ai Sugiyama           | 6-2, 3-6, [10-8]  | Tableau        |
| 18 | 20-10-2008 | Generali Ladies Linz                     | Tier II        | 600 000 $      | Dur (int.)      | Katarina Srebotnik Ai Sugiyama         | Cara Black Liezel Huber                  | 6-4, 7-5          | Tableau        |
| 19 | 12-10-2009 | Generali Ladies Linz                     | Intern'l       | 220 000 $      | Dur (int.)      | Anna-Lena Grönefeld Katarina Srebotnik | Klaudia Jans Alicja Rosolska             | 6-1, 6-4          | Tableau        |
| 20 | 11-10-2010 | Generali Ladies Linz                     | Intern'l       | 220 000 $      | Dur (int.)      | Renata Voráčová Barbora Z. Strýcová    | Květa Peschke Katarina Srebotnik         | 7-5, 7-66         | Tableau        |
| 21 | 10-10-2011 | Generali Ladies Linz                     | Intern'l       | 220 000 $      | Dur (int.)      | Marina Erakovic Elena Vesnina          | Julia Görges Anna-Lena Grönefeld         | 7-5, 6-1          | Tableau        |
| 22 | 08-10-2012 | Generali Ladies Linz                     | Intern'l       | 220 000 $      | Dur (int.)      | Anna-Lena Grönefeld Květa Peschke      | Julia Görges Barbora Z. Strýcová         | 6-3, 6-4          | Tableau        |
| 23 | 07-10-2013 | Generali Ladies Linz                     | Intern'l       | 235 000 $      | Dur (int.)      | Karolína Plíšková Kristýna Plíšková    | Gabriela Dabrowski Alicja Rosolska       | 7-66, 6-4         | Tableau        |
| 24 | 06-10-2014 | Generali Ladies Linz                     | Intern'l       | 226 750 $      | Dur (int.)      | Raluca Olaru Anna Tatishvili           | Annika Beck Caroline Garcia              | 6-2, 6-1          | Tableau        |
| 25 | 12-10-2015 | Generali Ladies Linz                     | Intern'l       | 226 750 $      | Dur (int.)      | Raquel Kops-Jones Abigail Spears       | Andrea Hlaváčková Lucie Hradecká         | 6-3, 7-5          | Tableau        |
| 26 | 10-10-2016 | Generali Ladies Linz                     | Intern'l       | 226 750 $      | Dur (int.)      | Kiki Bertens Johanna Larsson           | Anna-Lena Grönefeld Květa Peschke        | 4-6, 6-2, [10-7]  | Tableau        |
| 27 | 09-10-2017 | Upper Austria Ladies Linz Linz           | Intern'l       | 226 750 $      | Dur (int.)      | Kiki Bertens Johanna Larsson           | Natela Dzalamidze Xenia Knoll            | 3-6, 6-3, [10-4]  | Tableau        |
| 28 | 08-10-2018 | Upper Austria Ladies Linz Linz           | Intern'l       | 226 750 $      | Dur (int.)      | Kirsten Flipkens Johanna Larsson       | Raquel Atawo Anna-Lena Grönefeld         | 4-6, 6-4, [10-5]  | Tableau        |
| 29 | 07-10-2019 | Upper Austria Ladies Linz Linz           | Intern'l       | 226 750 $      | Dur (int.)      | Barbora Krejčíková Kateřina Siniaková  | Barbara Haas Xenia Knoll                 | 6-4, 6-3          | Tableau        |
| 30 | 09-11-2020 | Upper Austria Ladies Linz Linz           | Intern'l       | 202 250 $      | Dur (int.)      | Arantxa Rus Tamara Zidanšek            | Lucie Hradecká Kateřina Siniaková        | 6-3, 6-4          | Tableau        |
| 31 | 07-11-2021 | Upper Austria Ladies Linz Linz           | WTA 250        | 235 238 $      | Dur (int.)      | Natela Dzalamidze Kamilla Rakhimova    | Wang Xinyu Zheng Saisai                  | 6-4, 6-2          | Tableau        |
|    | 2022       | Pas de tournoi                           | Pas de tournoi | Pas de tournoi | Pas de tournoi  | Pas de tournoi                         | Pas de tournoi                           | Pas de tournoi    | Pas de tournoi |
| 32 | 06-02-2023 | Upper Austria Ladies Linz Linz           | WTA 250        | 259 303 $      | Dur (int.)      | Natela Dzalamidze Viktória Kužmová     | Anna-Lena Friedsam Nadiia Kichenok       | 4-6, 7-5, [12-10] | Tableau        |
| 33 | 29-01-2024 | Upper Austria Ladies Linz Linz           | WTA 500        | 922 573 $      | Dur (int.)      | Sara Errani Jasmine Paolini            | Nicole Melichar-Martinez Ellen Perez     | 7-5, 4-6, [10-7]  | Tableau        |
| 34 | 27-01-2025 | Upper Austria Ladies Linz Linz           | WTA 500        | 1 064 510 $    | Dur (int.)      | Tímea Babos Luisa Stefani              | Lyudmyla Kichenok Nadiia Kichenok        | 3-6, 7-5, [10-4]  | Tableau        |

## Palmarès messieurs

### Simple
| No | Date       | Nom et lieu du tournoi | Catégorie  | Dotation | Surface      | Vainqueur      | Finaliste      | Score         |  |
| -- | ---------- | ---------------------- | ---------- | -------- | ------------ | -------------- | -------------- | ------------- |  |
| 1  | 19-02-1979 | Linz, Linz             | Challenger | 25 000 $ | Dur (int.)   | Peter Feigl    | Hans Kary      | 6-3, 6-4, 7-6 |  |
| 2  | 17-03-1980 | Linz, Linz             | Challenger | 25 000 $ | Dur (int.)   | Tony Graham    | Onny Parun     | 3-6, 7-6, 6-4 |  |
| 3  | 30-03-1981 | ATP Linz, Linz         | Grand Prix | 50 000 $ | Dur (int.)   | Gianni Ocleppo | Mark Edmondson | 7-5, 6-1      |  |
| 4  | 08-03-1982 | ATP Linz, Linz         | Grand Prix | 75 000 $ | Terre (ext.) | Anders Järryd  | José Higueras  | 6-4, 4-6, 6-4 |  |

### Double
| No | Date       | Nom et lieu du tournoi | Catégorie  | Dotation | Surface      | Vainqueurs                        | Finalistes                       | Score         |  |
| -- | ---------- | ---------------------- | ---------- | -------- | ------------ | --------------------------------- | -------------------------------- | ------------- |  |
| 1  | 19-02-1979 | Linz, Linz             | Challenger | 25 000 $ | Dur (int.)   | Patrice Dominguez Gilles Moretton | Szabolcs Baranyi Péter Szőke     | 6-1, 6-4      |  |
| 2  | 17-03-1980 | Linz, Linz             | Challenger | 25 000 $ | Dur (int.)   | Tony Graham Belus Prajoux         | Robert Reininger Helmar Steigler | 6-2, 4-6, 7-5 |  |
| 3  | 30-03-1981 | ATP Linz, Linz         | Grand Prix | 50 000 $ | Dur (int.)   | Anders Järryd Hans Simonsson      | Brad Drewett Pavel Složil        | 6-4, 7-6      |  |
| 4  | 08-03-1982 | ATP Linz, Linz         | Grand Prix | 75 000 $ | Terre (ext.) | Anders Järryd Hans Simonsson      | Rod Frawley Paul Kronk           | 6-2, 6-0      |  |